# Cruz de la Guerra de Checoslovaquia (1939 - 1945)
La Cruz de la Guerra de Checoslovaquia (Československý válečný kříž 1939–1945 en checo, Československý vojnový kríž 1939–1945 en eslovaco) es una condecoración militar de la antigua Checoslovaquia, que se emitió para aquellos que habían prestado un gran servicio al estado checoslovaco (en el exilio) durante los años de la Segunda Guerra Mundial

## Receptores notables
- Clift Andrus
- Omar Bradley
- Aaron Bradshaw Jr.
- Albert E. Brown
- Dwight D. Eisenhower
- Jozef Gabčík
- Philip De Witt Ginder
- John M. Devine
- Barksdale Hamlett
- Karel Janoušek
- Geoffrey Keyes
- Karel Klapálek
- Jan Kubiš
- Alois Liška
- František Moravec
- George S. Patton
- John L. Pierce
- Vernon Prichard
- Walter M. Robertson
- Cornelius E. Ryan
- William R. Schmidt
- Otto Špaček
- Ludvík Svoboda
- George A. Taylor